# Гробник (Чавле)
Гробник је мало приморско место смештено у општини Чавле која се налази у Приморско-горанској жупанији, Република Хрватска. Клима која влада овим подручкјем је медитеранска клима коју даје Кварнер и Горски котар који условљава континенталну климу. Изнад насеља Гробник се налази франкопански каштел некадашње Винодолске кнежевине Гробник.
Град Гробник је старо градско језгро данашње опшине Чавле.

## Географски положај
Описујући географски положај Града Гробника, у старим записима је забележено: 
Гробник се налази на војном, привредном и саобрачајно најповољнијој тачки Винодола, а највиша је насељена тачка подручја које се зове Гробнишћина. Гробнишћина се налази у Приморско-горанској жупанији, а са северозапада, севера и истока окружује град Ријеку. Површина Гробнишћине је око 240 km2. Чине је две општине — Чавле и Јелење, а један део Гробнишћине припада и данашњем граду Ријека. То су насеља: Свилно, Пашац и Ореховица. Општина Чавле заузима око 85 km2. Од око 16.000 становника Гробнишћине, у општини Чавле живи око 7.600.

## Становништво
На попису становништва 2011. године, Гробник је имао 421 становника.

## Попис1991.
На попису становништва 1991. године, насељено место Гробник је имало 362 становника, следећег националног састава:
| Попис 1991.‍  | Попис 1991.‍  | Попис 1991.‍ | Попис 1991.‍ | Попис 1991.‍ |
| ------------ | ------------ | ----------- | ----------- | ----------- |
|              |              |             |             |             |
| Хрвати       | Хрвати       |             | 351         | 96,96%      |
| Југословени  | Југословени  |             | 3           | 0,82%       |
| Албанци      | Албанци      |             | 2           | 0,55%       |
| Срби         | Срби         |             | 1           | 0,27%       |
| неопредељени | неопредељени |             | 2           | 0,55%       |
| непознато    | непознато    |             | 3           | 0,82%       |
| укупно: 362  |              |             |             |             |

## Галерија
- Гробничка села
- Поглед на гробничко поље
- Каштел Гробник